# ریچموند، کوئینزلند
ریچموند (به انگلیسی: Richmond) یک شهرک در استرالیا است که در Shire of Richmond واقع شده‌است.